# 4U 0142+61
4U 0142+61는 카시오페이아자리 방향으로 지구에서 약 13,000광년 떨어진 곳에 있는 마그네타 펄사이다.
2006년 4월 6일 네이처 지에 이 항성 주위에 별주위 원반이 존재한다는 기사가 실렸다. 이를 통해 중성자별 주위에 펄사 행성은 흔한 존재일 가능성이 높아졌다. 원반 물질들은 무거운 금속 물질들이 많이 포함되어 있는 것으로 알려졌다. 이 별은 약 10만 년 전 초신성 폭발로 자신이 지니고 있던 물질들 대부분을 날려 보냈다. 원반은 별에서 약 160만 킬로미터 떨어진 곳에 형성되어 있으며 물질의 총 질량은 지구의 약 10배로 추정된다.

## 참고 문헌
- 과학자들이 행성 생성의 비밀을 풀다 보관됨 2006-04-08 - 웨이백 머신 (2006-04-05) CNN
- 스피처 우주망원경이 죽은 별 주위에 있는 원반을 관측하다 (2006-04-07) SpaceDaily
- '불사조' 행성의 탄생인가? 보관됨 2007-10-21 - 웨이백 머신
- 4U0142+61
- 1RXS J014621.5+614509